# 大井光照
大井 光照（おおい みつてる）は、室町時代から戦国時代の武将。信濃佐久郡大井城主。大井持光の子。

## 概略
『四鄰譚藪』によれば、大井光照は美作守、あるいは大膳大夫信貞といい、甲斐武田流大井氏の出で武田信正（信昌）の子であり、文明3年（1471年）に甲斐国より入部し大井城を継いだという。
小県郡の依田窪上域の長窪郷に定着していた甲斐武田流大井氏が、岩村田大井氏と縁戚関係を結び存続を図ったと考えられる。
光照には5人の子があり、長男弾正貞晴は岩尾に、二男宮内少輔貞家は根々井に、三男兵部少輔信直は耳取に、四男伊賀守光忠は小諸に、五男大和守信広は武石に各々居住した。
（『信濃勤王史攷』）